# Britiske Johanniterorden
The Most Venerable Order of Saint John var i 1830erne en irregulær aflægger af Malteserordenen, men fik i 1888 en kgl. fundats givet af dronning Victoria. Siden har de skiftende britiske monarker været overhoveder (Sovereign Head) for ordenen.
De danske konger Christian 10. og Frederik 9. var medlemmer af ordenen, og det samme var dronning Louise af Hessen og hendes datter prinsesse Alexandra af Danmark (senere britiske dronning). Nuværende "Sovereign Head" er H.M. kong Charles III, mens hans mors fætter, den dansk gifte prins Richard, hertug af Gloucester, er ordenens storprior (Grand Prior).

## Gradvis anerkendelse
Den britiske gren af Johanniterorden opstod som en privat sammenslutning i 1831. I det første årti var sammenslutningen præget af stridigheder. I de følgende årtier var der voksende tilslutning i befolkningen. I 1871 fik ordenen nye vedtægter (constitution).
I 1876 tilsluttede prinsessen af Wales (Alexandra af Danmark) sig ordenen. Kort tid efter blev hendes mand, den senere kong Edward 7. af Storbritannien også medlem. I 1877 startede ’’St. John Ambulance’’ undervisning i førstehjælp, mens ’’St John Eye Hospital ’’ blev oprettet i Østjerusalem i 1882. I 1888 blev dronning Victoria overhoved (Sovereign Head) for ordenen.
Efterhånden fik ordenen afdelinger i andre lande i det britiske statssamfund samt i USA (oprettet i 1957, reorganiseret i 1996) og Hong Kong (oprettet i 1884, reorganiseret i 2002). I 1999 fik ordenen rådgivende status under FN's økonomiske og sociale råd.